# Arunachala

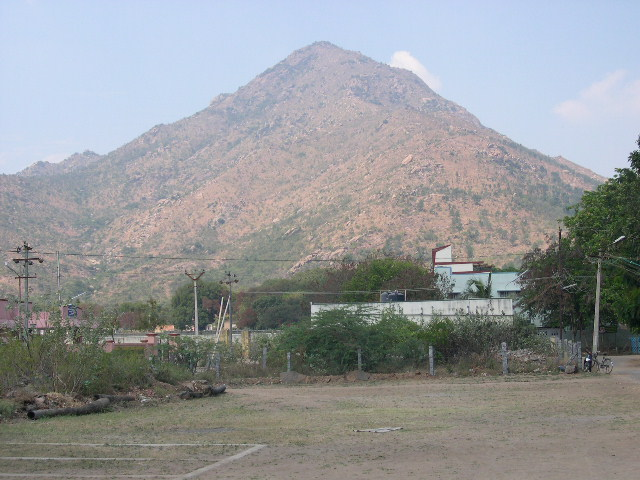
Widok na Arunachalę

Arunachala (Góra Rudego Płomienia, Wzgórze ognia)
– góra o wysokości 885 metrów, w stanie Tamil Nadu w Indiach u podnóża której zlokalizowano miasto Tiruvannamalai. Tradycyjna hinduistyczna pielgrzymka piesza (w kierunku zgodnym z ruchem wskazówek zegara) dookoła Arunaćali nosi nazwę Giripradakszina. Arunachala, podobnie jak Brahmagiri i Mahabaleśwar ucieleśnia samego Śiwę.

## Świątynie śiwaizmu tamilskiego
W bezpośrednim sąsiedztwie góry usytuowane są:
- śiwaicka świątynia Śri Arunaćaleśwar Kowil
- Adi Annamalai Kowil

## Świątynie lingamów
Wokół Arunachali rozmieszczono pięć szczególnie sławnych obiektów sakralnych, w których zainstalowano lingi o następujących nazwach:
- Waruna lingam
- Waju lingam
- Kubera lingam
- Iśwara lingam
- Agni lingam

Inne ważniejsze okoliczne lingamy to:
- Ima lingam
- Indira lingam
- Niruthi lingam

## Aśramy
Na trasie giripradakśiny, jak i na zboczach góry od wieków powstawały aśramy i pustelnie. Można wśród nich wymienić aśramy guru:
- Ramana Maharisziego ⇒ Sri Ramanasramam
- Ramana Maharisziego ⇒ Skanda Aśram
- Śri Seszadri Maharadża
- Śiwaśakti Ammy
- Om Ammy

## Groty
Dla celów medytacyjnych jogini wykorzystywali okoliczne jaskinie i groty o następujących nazwach:
- Skanda, ang. Skanda Cave
- Wirupaksza, ang. Virupaksha Cave
- Drzewa mango, ang. Mango Tree Cave